# Rhombolytrum
Rhombolytrum är ett släkte av gräs. Rhombolytrum ingår i familjen gräs.
Kladogram enligt Catalogue of Life:
| Rhombolytrum | \| \| Rhombolytrum monandrum \| \| \| \| \| \| Rhombolytrum rhomboideum \| \| \| \| |
|              | \| \| Rhombolytrum monandrum \| \| \| \| \| \| Rhombolytrum rhomboideum \| \| \| \| |
|              | Rhombolytrum monandrum                                                              |
|              |                                                                                     |
|              | Rhombolytrum rhomboideum                                                            |
|              |                                                                                     |